# Lordscairnie Castle
Lordscairnie Castle ist die Ruine einer Niederungsburg bei der Gemeinde Moonzie, etwa vier Kilometer nordöstlich von Cupar in der schottischen Council Area Fife. Es gilt als Scheduled Monument.

## Geschichte
Cairnie gehörte ab 1355 der Familie Lindsay, die später zu Earls of Crawford erhoben wurden. Den Turm ließ Alexander Lindsay of Auchtermoonzie († 1517) erbauen. Der zweite Sohn des 4. Earl of Crawford, Alexander, wurde zum 7. Earl of Crawford und erbte das Earldom von seinem Neffen, der 1513 in der Schlacht von Flodden Field fiel.
Laut John Knox weilte König Jakob V. kurz vor seinem Tod 1542 auf der Burg, um die Tochter des Earls zu besuchen, die „eine seiner Huren“ war.
Im 17. Jahrhundert war die Burg unbewohnt und diente einer ungesetzlichen episkopalen Gemeinde für religiöse Treffen. Später wurde sie für landwirtschaftliche Zwecke genutzt.

## Beschreibung
Lordscairnie Castle war ursprünglich ein Tower House mit L-förmigem Grundriss und fünf Stockwerken, davon ein Erdgeschoss mit Gewölbedecken und ein Dachgeschoss. Der Treppenturm liegt an der Nordwestseite und verbindet alle Stockwerke mit dem Eingang im Erdgeschoss. Die Brüstung und viele der Verkleidungssteine, die die Fensterumfassungen bildeten, gibt es heute nicht mehr. Nordöstlich des Hauptturms befindet sich ein einzelner Rundturm, der einst ein Flankierungsturm des Tores in einer äußeren Umfassungsmauer war.

## Mögliche Restaurierung
1996 kaufte ein US-amerikanischer Millionär, Robert Bourne, die Burgruine und plante eine Restaurierung als zweite Wohnstatt für sich selbst und als Rückzugsort für Software-Entwickler. 2003 aber verkaufte er die Ruine wieder, ohne mit den Arbeiten begonnen zu haben.
2012 wurde das Anwesen erneut zum Kauf angeboten, und zwar für einen Preis um die 220.000 £. Man nahm an, dass Investitionen von mindestens 1 Mio. £ für die Restaurierungsarbeiten nötig sein würden.